# Binghamia parrhasius
Binghamia parrhasius is een vlinder uit de familie van de dikkopjes (Hesperiidae). De wetenschappelijke naam van de soort is voor het eerst geldig gepubliceerd in 1908 door Tutt.